# Рот, Логгин Осипович
Ло́ггин О́сипович Рот (1780—1851) — российский полковой и корпусной командир во время Отечественной войны 1812 года, генерал от инфантерии Русской императорской армии, генерал-адъютант.

## Биография
Родился в 1780 году в семье французских дворян. В 14 лет поступил на службу во Французскую армию офицером. В русскую службу перешёл вместе с корпусом Принца Конде 30 августа 1797 года и в 1799 году был произведён в капитаны. 1800 году вместе с корпусом Принца Конде оставил Российскую службу. В 1802 году принял русское подданство и поступил на действительную службу с переименованием в поручики в Выборгский пехотный полк.

### Чины и должности
- 23 марта 1806 года Рот произведён в штабс-капитаны.
- 29 апреля 1808 года назначен дивизионным адъютантом к генерал-лейтенанту Олсуфьеву.
- 30 августа 1808 года произведён в капитаны.
- в 1809 году был переведён в лейб-гвардии Финляндский батальон тем же чином и с оставлением в прежней должности.
- 18 июля 1811 года за отличие в сражениях Рот был произведён в полковники и был назначен состоять при главнокомандующем Молдавской армией генерале от инфантерии М. И. Голенищеве-Кутузове.
- 24 августа 1811 года назначен командиром 45-го егерского полка назначен, а с 3 ноября 1811 года являлся шефом 26-го егерского полка.
- 3 января 1813 года за отличия в сражениях Рот был произведён в генерал-майоры.
- 18 марта 1814 года — в генерал-лейтенанты.
- 27 апреля 1814 года назначен начальником 3-й гренадерской дивизии.
- 30 августа 1818 года — начальником 15-й пехотной дивизии (8-й пехотной дивизии)
- в 1820 году назначен командующим 3-м пехотным корпусом.
- 16 сентября 1826 года назначен командиром 4-го пехотного корпуса,
- с 26 февраля 1827 года — командующим 6-м пехотным корпусом и командиром того же корпуса, впоследствии переименованного в 5-й пехотный корпус.
- В генералы от инфантерии Л. О. Рот был произведён 25 июня 1828 года[3].
- Командиром 6-го пехотного корпуса (ранее Литовский пехотный корпус) назначен 6 октября 1831 года,
- 12 февраля 1833 года — помощником главнокомандующего 1-й армией,
- 12 ноября 1835 года назначен состоящим при Особе Его Императорского Величества.

### Боевая деятельность
Боевая деятельность Л. О. Рота началась в 1792 году после поступления на службу в корпус Принца Конде. С 4 июня 1792 года принимал участие во всех сражениях. Был ранен пулей в живот и в левую руку. После перехода корпуса Принца Конде на службу Российской империи, Рот участвовал в походе русских войск в Швейцарию в 1799 и 1800 гг. и в сражении с французами 27 сентября 1799 года при городе Констанц был ранен пулею в ляжку правой ноги, с переломом кости, навылет.
В 1805 году в чине поручика Рот участвовал в Аустерлицком сражении. В 1806 и 1807 гг. находился в Пруссии, принимая участие в боевых действиях против французов. За отличие в сражении 27 января 1807 года при городе Прейсиш-Эйлау за храбрость награждён Высочайше установленным за это дело золотым знаком и прусским военным орденом «За заслуги» (Орден «Pour le Mérite» (Пруссия)). С 13 по 15 февраля находился в авангарде, ведущем бой с неприятелем, а 27 и 30 мая — при реке Пассарге. Во время отступления русских войск к Кёнигсбергу командовал 1-й гренадерской ротой Выборгского пехотного полка, вместе с Прусским отрядом состоял под главным начальством прусского подполковника Принца Ангальт-Кетенского. Когда расположенный на высоте напротив Кёнигсберга отряд был окружён французскими войсками, а начальник отряда сдался в плен, Рот со своей ротой бросился в атаку, пробился через строй неприятеля и вывел свою роту в Кёнигсберг. За спасение роты от плена он был награждён орденом святого Владимира 4-й степени с бантом.
С 19 июля 1808 года Рот находился в Молдавии и Валахии, а с 9 апреля 1809 года по 6 мая 1809 года участвовал в блокаде и штурме крепости Браилова. 8 и 12 сентября капитан Рот был командирован генерал-лейтенантом Олсуфьевым с эскадроном и казаками для отражения вылазки Турецкой кавалерии. Нанёс неприятелю значительный урон, за что 13 октября был награждён золотою шпагой с надписью «За храбрость». 22 июля 1810 года Рот принимал участие в штурме крепости Рущука. 31 января 1811 года при взятии штурмом крепости Ловчи с 500 добровольцами овладел главным бастионом крепости, захватив три пушки и девять знамён, открыв тем самым путь следовавшим за ним колоннам к занятию крепости. За этот подвиг был награждён орденом святого Георгия 4-й степени. 14 февраля 1811 года атаковав неприятеля, захватил местечко Тетевин. 22 июня Рот участвовал в генеральном сражении при Рущуке и за отличие в этом сражении был произведён из гвардии капитанов в полковники и назначен состоять при главнокомандующем Молдавскою армией генерале от инфантерии М. И. Голенищеве-Кутузове. С 3 сентября в качестве командира 45-го Егерского полка принимал участие в окружении главного Турецкого корпуса, находившегося под командой верховного визиря.
В 1812 году Л. О. Рот переведён на Северо-западный фронт. 18 июля состоял в авангарде генерала Кульнева корпуса графа Витгенштейна. В бою под Клястицами разгромил неприятельский отряд, взяв более 100 человек в плен, принудил неприятеля отступить к Клястицам. С рассветом атаковал и занял Клястицы. Принимал участие в поражении неприятельских войск под командой маршала Удино, преследуя до Полоцка. 6 августа во время внезапного нападения противника Рот принял на себя стремительные удары левого неприятельского фланга и мужественно выдержав их, сам перешёл в контратаку и заставил неприятеля отступить в Полоцк. Ввиду угрожавшего корпусу графа Витгенштейна обхода со стороны неприятеля, этот корпус получил приказание отступить и, согласно диспозиции, в ту же ночь двинулся по Псковской дороге. Авангард под начальством генерал-майора Властова остановился в Смеле, где 10 августа был атакован Баварским корпусом и отступил для присоединения к главным силам, оставив для наблюдения за неприятелем полковника Рота с 25-м и 26-м Егерскими полками, четырьмя орудиями и сотней казаков.
Рот с наступлением ночи организовал нападение на часть неприятельской дивизии с применением орудийной пальбы и штыковой атакой. Возникшая паника перекинулась на другие полки неприятельской дивизии. Противник отступил до Полоцка. Рот за смелый и решительный образ действий представлен к награждению орденом святого Георгия 3-й степени. При освобождении Полоцка 6 октября 1812 года был тяжело ранен в правую ногу.
В 1813 году сражался под Лютценом, Бауценом, Дрезденом и Теплицем, где был ранен пулей в нижнюю челюсть. 29 сентября 1813 года получил Золотое оружие, алмазами украшенное, с надписью «За храбрость». В 1814 г. участвовал в сражениях при Арси-сюр-Обе, Фер-Шампенуазе и при взятии Парижа, где снова был ранен пулей в левое бедро. В день взятия французской столицы получил чин генерал-лейтенанта.
В 1815 году принимал участие во втором французском походе, дошёл с дивизией до Парижа, где был начальником русского гарнизона во время пребывания Императора Александра I, после чего вернулся в Россию.
В январе 1826 года Рот принял участие в усмирении Черниговского пехотного полка, в котором нашли себе отклик Петербургские события 14 декабря 1825 года. За отличную деятельность и решительность, проявленные им в деле усмирения и успокоения умов, был награждён орденом святого Александра Невского.
В 1828—1829 гг. Рот, в чине генерала от инфантерии, принимал участие в Русско-турецкой войне и во взятии Адрианополя. За храбрость и отличную распорядительность во время кампании 1829 года, при переправе через реку Камчик, бою под Ески-Арнаутларом, разбитие корпуса Сераскира, взятие Меземврии, Ахиолло, Бургаса и сражение при городе Сливно, Рот получил 29 сентября орден святого Георгия 2-й степени. По прибытии на зимние квартиры он был назначен начальствующим войсками и краем в Румелии, а по отъезде главнокомандующего 2-й армией в апреле 1830 года на него было возложено главное начальство над войсками и заведование управлением Румелией и Баварией. По очищении нашими войсками Румелии Рот некоторое время находился в крепости Варне, которую впоследствии взорвал, и 1 октября 1830 года возвратился в Россию. Прибыв в Кишинёв, принял главное начальство над карантинными и кордонными линиями по Днестру, Пруту и Дунаю. В феврале 1831 года был назначен управляющим военной частью Новороссийского и Бессарабского генерал-губернаторства до возвращения из заграничного отпуска генерал-адъютанта графа Воронцова.
С началом Польского восстания в юго-западном крае, получив донесение о вторжении мятежников в Волынскую губернию и о подготовке мятежа в Подольской губернии, Рот двинул войска в Подольскую губернию. Далее выдвинул войска в Ольгопольский уезд. Догнав 2 мая в 6 верстах от Дашева (Киевская губерния) большой повстанческий отряд в 7000 человек конницы и 500 пехоты при семи орудиях, разбил его, чем прекратил волнение в крае. За уничтожение мятежа и восстановление спокойствия в крае Рот получил 26 мая золотую с алмазами табакерку с портретом Государя Императора.
В августе главнокомандующим 1-й армией Роту было поручено принять под свою команду, помимо 5-го пехотного корпуса, все войска, расположенные в Волынской, Киевской и Подольской губерниях, а также войска, находившиеся под крепостью Замостьем и в Люблинском воеводстве. Узнав о прибытии Рота к Замостью, корпус Польского войска под начальством Ромарино уклонился от боя и бежал в Галицию. С 9 сентября по 3 октября Рот принимал участие в блокаде, по окончании которой вместе с войсками 5-го пехотного корпуса возвратился в Россию. 6 октября 1831 года по возвращении из отпуска генерал-адъютанта графа Воронцова, Рот сдал ему управление войсками в Новороссийском крае и остался в должности корпусного командира, которую занимал вплоть до назначения своего помощником к Главнокомандующему 1-й армией (до 12 февраля 1833 года).

«В ознаменование признательности за долговременную, деятельную и полезную службу, ознаменованную многими опытами отличного усердия к Престолу и Отечеству, и точное исполнение важных поручений»
 Роту было пожаловано вензелевое изображение Имени Его Императорского Величества на эполеты, с назначением состоять при Особе Государя Императора.
Высочайшим приказом 1 февраля 1851 года Рот был исключён из списков умершим.

### Штрихи к портрету
Храбрый полководец и опытный стратег Рот не пользовался любовью и уважением подчинённых. Человек сухой, формалист, в высшей степени придирчивый даже в мелочах, он получил в армии прозвище «Рвот». «Запорю, закатаю!» — были самые любимые его слова. Неоднократно он служил мишенью для насмешек офицеров. Анекдотов о нём существовало множество. На него писались стихи, одно из которых дошло на рассмотрение Императору. За невозможностью установления их автора дело было прекращено. Мимо его окон однажды была направлена похоронная процессия с его же гробом, но организаторов устройства процессии также не удалось обнаружить.
В. А. Докудовский в своих «Воспоминаниях» писал, что Рот «имел много природного ума, гибкости в характере и сметливости; в обществе был любезен, особенно с дамами и большой комплиментист, но в то же время был до крайности самолюбив, эгоист, вспыльчив, дерзок, жесток и хвастун по природе. Пред назначением к нам командовал дивизиею в гренадерском корпусе, но там по личности к командиру, кажется Астраханского Гренадерского полка, возникшей по причине неудавшегося волокитства за женою его, он стал преследовать ея мужа, делать неприятности и личные оскорбления. Это преследование Рот распространил и на полк, который он мучил ученьями, жестоко наказывал солдат и оттого в короткое время произошло в полку 18-ть самоубийств. Корпусный командир, граф — Остерман-Толстой, узнав об этом, довёл до сведения Императора, сказав с обычною для него откровенностью: „или он, Острман, отказывается от корпуса, или Рот должен быть удалён“, — и потому то сей последний и был назначен к нам в дивизию» (15-ю пехотную).
Лютая жестокость его по отношению к подчинённым нашла себе отражение даже в беллетристике.

## Награды
Российские:
- Орден Святого Георгия 2-й степени (29.09.1829)
- Орден Святого Георгия 3-й степени (01.11.1812)
- Орден Святого Георгия 4-й степени (08.06.1812)
- Орден Святого Владимира 1-й степени (09.06.1829)
- Орден Святого Владимира 2-й степени (05.10.1815)
- Орден Святого Владимира 3-й степени (1812)
- Орден Святого Александра Невского (10.01.1826)
- Алмазные знаки к ордену Святого Александра Невского (22.09.1828)
- Орден Святой Анны 1-й степени (29.10.1813)
- Алмазные знаки к ордену Святой Анны 1-й степени (в послужном списке Л.О. Рота отсутствуют)
- Орден Святой Анны 2-й степени (1812)
- Знак отличия «За военное достоинство» 1-й степени
- Знак отличия «За XXXV лет беспорочной службы» (1834)
- Крест «За победу при Прейсиш-Эйлау»
- Серебряная медаль «В память Отечественной войны 1812 года»
- Золотая шпага «За храбрость» (18.10.1809)
- Золотое оружие, алмазами украшенное, с надписью «За храбрость» (29.09.1813)
- Золотая шпага «За взятие Меземзрии», украшенная алмазами (1829)

Иностранные:
- Военный орден Марии Терезии 3-й степени (1813, Австрийская империя)
- Орден Красного орла 1-го класса (1813, королевство Пруссия)[7]
- Орден «Pour le Mérite» (5 мая 1809, королевство Пруссия)[8]